# سیکامور شهرستان سکویا (اکلاهما)
سیکامور شهرستان سکویا (به انگلیسی: Sycamore) یک منطقهٔ مسکونی در ایالات متحده آمریکا است که در شهرستان سکویا، اکلاهما واقع شده‌است. سیکامور شهرستان سکویا ۱۵۰ نفر جمعیت دارد.